# Indasclera
Indasclera es un género de coleóptero de la familia Oedemeridae.

## Especies
Las especies de este género son:
- Indasclera akiyamai
- Indasclera bocaki
- Indasclera brancuccii
- Indasclera brodskyi
- Indasclera burmanica
- Indasclera chinensis
- Indasclera dembickyi
- Indasclera haucki
- Indasclera himalaica
- Indasclera jendeki
- Indasclera kantneri
- Indasclera kostali
- Indasclera kusakabei
- Indasclera laosensis
- Indasclera lubosi
- Indasclera nakanei
- Indasclera obscura
- Indasclera pacholatkoi
- Indasclera petri
- Indasclera puncticollis
- Indasclera rolciki
- Indasclera similis
- Indasclera strnadi
- Indasclera tonkinensis
- Indasclera uenoi
- Indasclera wittmeri